# Lee Seung-ho
Detta är ett koreanskt namn; familjenamnet är Lee.
Lee Seung-ho, född den 9 september 1981, är en sydkoreansk basebollspelare som tog brons för Sydkorea vid olympiska sommarspelen 2000 i Sydney.
Lee representerade även Sydkorea vid World Baseball Classic 2009, när Sydkorea kom tvåa.